# 友好漂浮物

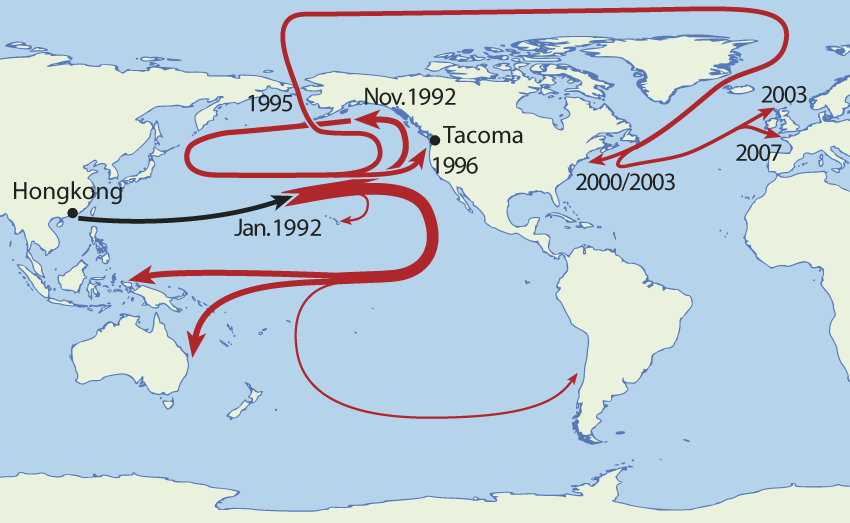
1992年落入太平洋的“友好漂浮物”的大致漂浮路线

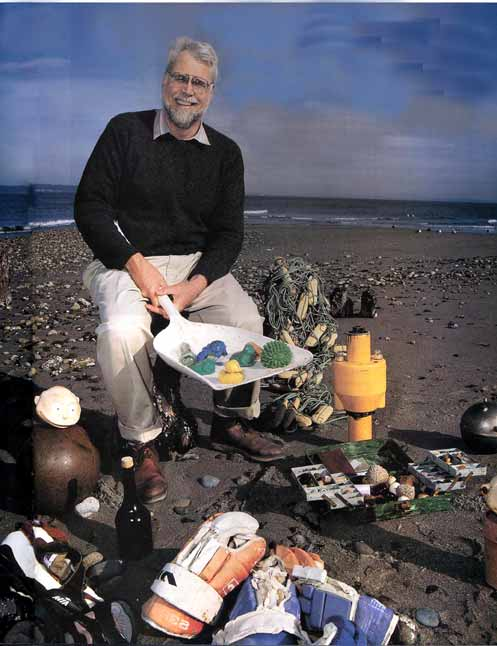
海洋学家柯蒂斯·埃貝斯邁爾收集到的用以观测洋流的船只残骸和废弃物，其中包括一些“友好漂浮物”

友好漂浮物（英語：Friendly Floatees）是一批於1992年因風暴落入太平洋後长期在海上漂浮的浴室玩具，因美国海洋学家柯蒂斯·埃貝斯邁爾对其开展的研究而闻名，成为洋流研究中的知名案例，屬「漂浮物度量學」（flotsametrics）的一環。

## 海洋学研究
这批浴室玩具由美国福喜儿公司（The First Years, Inc.）委託于中国大陆製造，在香港装入長榮海運集装箱船，准备经太平洋运往美国华盛顿州塔科马港。1992年1月10日，该船在北太平洋的国际日期变更线附近遭遇暴風雨，12个多式联运集装箱因船身傾斜跌入大海，其中一个装有28,800只供儿童用的浴盆玩具，包括：红色的海狸、绿色的青蛙、蓝色的海龟、黄色的橡皮鸭。这个装有浴盆玩具的集装箱多处破损（可能是由于与其他集装箱或该船碰撞所致），玩具倾泻到海面上。尽管每个玩具外面都有固定在背卡纸上的塑料包装，但后来的实验表明，这些纸板在海水中会很快降解，从而令包装内的玩具脱离包装。和许多浴室玩具不一样的是，这批玩具上面没有洞，所以水无法进入玩具中。
研究海洋表面洋流模型的美国西雅图的海洋学家柯蒂斯·埃貝斯邁爾和詹姆斯·英格拉哈姆合作，开始追踪这批玩具的踪迹。在同一时间泄漏到海中的高达28,800个对象在研究中具有显著优势，其规模相当于采用标准方法释放了500至1000个漂流瓶。这些研究对象从太平洋的回收率通常约为2%，所以两位科学家预计回收数量可接近600。
在此次货物泄漏事故发生后10个月，第一批“友好漂浮物”共10只玩具于1992年11月16日在美国阿拉斯加州锡特卡海岸由一位海滩拾荒者发现。埃貝斯邁爾和英格拉哈姆乃发动当地的海滩拾荒者、沿海工人等等继续沿着海岸寻找。另一位海滩拾荒者于1992年11月28日找到了第二批共20只玩具。1993年8月，在阿拉斯加湾东海岸又发现了400只玩具。至此，研究对象的回收率已经达到1.4%。这些玩具的登陆地点得以输入了英格拉哈姆开发的计算机模型OSCUR（Ocean Surface Currents Simulation，意为“海洋表面流模拟”）中，该模型使用从1967年起测量的气压值来计算大洋上的风向和风速，以及随之而来的海洋表面流。英格拉哈姆开发这一模型原本是为了帮助渔业生产，并用来预测废料运动，或那些在海上迷失方向的船只的可能位置。
使用该模型，两位海洋学家正确预测了这批玩具会于1996年进一步登陆美国华盛顿州，其他许多玩具会前往阿拉斯加，向西到日本，再回到阿拉斯加，然后向北漂移通过白令海峡，随后冻在北极的浮冰中。他们预测这些玩具随着浮冰慢慢在极地移动，将需要五年到六年才能到达北大西洋，届时浮冰会融化，玩具将被释放出来。2003年7月到12月间，美国福喜儿公司（The First Years, Inc.）拿出美国储蓄债券，用以奖励在新英格兰、加拿大和冰岛发现这些玩具的人。2004年回收的玩具比此前三年每年回收的都要多。但是，根据预测，更多的玩具已经穿过格陵兰岛东侧，将于2007年在英国西南海岸登陆。2007年7月，一位退休教师在英国德文郡海岸发现了一只橡皮鸭，于是英国媒体错误地报道称“友好漂浮物”已经抵达英国。但随后的化验结果显示，这只橡皮鸭并非“友好漂浮物”之一。
由于阳光和海水的漂白作用，所以在登陆之时，鸭子和海狸已褪成白色，但是海龟和青蛙仍保留着其原有的颜色。

## 創作
艾瑞克·卡勒（Eric Carle）自此故事中吸收了灵感，在2005年時出版了一部儿童书《10只小橡皮鸭》（Ten Little Rubber Ducks, Harper Collins 2005, ISBN 978-0-00-720242-3）。
2011年，哈潑雜誌的編輯多诺万·霍恩則出版《白鴨記：28,800隻浴盆鴨的真實故事》，是一本針對埃貝斯邁爾與他的海灘拾荒者協會進行訪談後整理出版的非小說文學書籍。
据说弗洛伦泰因·霍夫曼受此事件激發而創作了隻巨型橡皮鴨藝術品。不过，霍夫曼2013年6月在北京接受采访时对此予以否认。